# Mauligobius nigri
Mauligobius nigri es una especie de peces de la familia de los Gobiidae en el orden de los Perciformes.

## Morfología
Los machos pueden llegar a alcanzar los 8,7 cm de longitud total.

## Hábitat
Es un pez de clima tropical y demersal.

## Distribución geográfica
Se encuentra en el Atlántico oriental: desde Nigeria hasta la Guinea Ecuatorial. También está presente en el estuario del río Congo (República Democrática del Congo ).

## Observaciones
Es inofensivo para los humanos. 